# Szajol
Szajol es un pueblo húngaro perteneciente al distrito de Szolnok, condado de Jász-Nagykun-Szolnok.

## Superficie
Cuenta con una superficie de 36,97 km².

## Demografía
Hasta 2024 la población era de 3722 habitantes, con una densidad de población de 100,67 hab/km².
| Gráfica de evolución demográfica de Szajol entre 2020 y 2024 |
|                                                              |
| Datos según la Oficina Central de Estadística de Hungría.    |